# Fehérfarkú nyúl
A fehérfarkú nyúl (Lepus callotis) Mexikóban honos nyúlfaj.

## Megjelenése
A fehérfarkú nyúl nagy méretű, a mezei nyúllal vetekedő nagyságú nyúlféle. Testhossza 40–75 cm, farokhossza 2,5–10 cm, elülső lábai 10–15 cm, a hátsók 15–30 cm lehetnek, míg fülei egészen hosszúak, akár 15 cm-esre is megnőhetnek. Elülső lábain öt, a hátsókon négy ujja van, amelyek erőteljes karmokban végződnek. A nőstények valamivel nagyobbak a hímeknél.
Hátát rövid, durva szálú szőrzet borítja. Színe feketével kevert halvány sárgásbarna fahéjszín. Hasa fehér. A faj megkülönböztető jegye, hogy oldalai, a fara és combjainak alsó része szintén fehérek. Végtagjai is többnyire fehéresek, csak külső részükön van sárgásbarna elszíneződés. A feje is feketével elegyes sárgásbarna, a szemei körül keskeny fehér zónával. Hosszú füleinek csúcsa fehér szegélyű, de alatt szélesebb fekete folt látható. Farkának alsó oldala teljesen fehér, felül pedig fehér végű fekete szőrszálakkal borított. Téli bundája vasszürke-fehér, ugyanolyan eloszlásban, mint ahogyan a nyári szőrzetében megfigyelhető.
Két alfaja ismert:
- Lepus callotis callotis
- Lepus callotis gaillardi

## Előfordulása
A fehérfarkú nyúl elterjedési területe Dél-Mexikótól egészen az Egyesült Államok Új-Mexikó államának déli határáig terjed, de az USA-ban egy alig 120 km²-es területen fordul elő, ahol a becslések szerint 2011-ben 45 nyúl élhetett. Elsősorban a magasabban fekvő fennsíkok füves területein honos 2500 m magasságig, a bozótosokat, a tényleges hegyvidéket és meredek hegyoldalakat elkerüli.

## Életmódja
Elsősorban este vagy éjszaka aktív, főleg a tiszta égboltú, teliholdas éjjeleken. Erősen felhős, esős, szeles időben kevesebbet mozog. Pihenő állapotában fehér foltjai alig látszanak és jól beleolvad a környezetébe. Ha megzavarják, hosszú és magas ugrásokkal cikkcakkban menekül, miközben fehér oldalfoltjainak villogtatásával igyekszik megzavarni üldözőjét. A többi nyúlfajhoz hasonlóan igen gyorsan képes futni. Hosszú füleivel nagyon jól hall és meleg időben is felmereszti őket, hogy elcsípjék az enyhe szellőt is. Szemei a feje két oldalán helyezkednek el és teljes, 360°-os látóteret biztosítanak számára.
Rokonaitól eltérően a fehérfarkú nyúl párokban él. A hím és a nőstény állandóan együtt mozog, többnyire egymástól néhány méternyi távolságban. A párzási időszakban a hím elkergeti a többi hím nyulat és a vemhességi időszakban is a nőstény közelében marad.
A fehérfarkú nyúl többnyire a fűcsomók közé rejtett felszíni vackot kapar ki magának, amelynek hossza átlagosan 40 cm, szélessége 50 cm, mélysége pedig 20 cm. Ritkábban előfordul, hogy föld alatti járatokban húzza meg magát.
Háromfajta hangjelzést ad ki. Ha megijed, veszélyben érzi magát, akkor magas, éles hangon visít. Ha a hímek el akarják kergetni a riválist, érdes hangon morognak. A párzási időszakban a kergetőző nyulak remegő morgó hangot adnak ki, bár azt nem tudjuk, hogy a nőstény vagy a hím a hangjelzés forrása.
Étrendje szinte kizárólag különböző fűfélékből áll, esetleg egyes sásfajokat is megeszik.
Párzási időszaka legalább négy-négy és fél hónapig tart április közepétől augusztus közepéig. A nőstény egyszerre általában két utódot hoz világra.

## Környezetvédelmi helyzete
Sok más nyúlfajtól eltérően a fehérfarkú nyúl nem okoz károkat a mezőgazdasági terményekben vagy gyümölcsösökben. Száma mégis csökkenőben van, elsősorban azért, mert élőhelyeit, a magasan fekvő síkságokat túllegeltetik és bozótossá alakulnak át, ahonnan a kaliforniai szamárnyúl (Lepus californicus) kiszorítja. A Természetvédelmi Világszövetség Vörös listáján mérsékelten fenyegetett státusszal szerepel.

## Fordítás
- Ez a szócikk részben vagy egészben  a   White-sided jackrabbit című angol Wikipédia-szócikk ezen változatának fordításán alapul.  Az eredeti cikk szerkesztőit annak laptörténete sorolja fel. Ez a jelzés csupán a megfogalmazás eredetét és a szerzői jogokat jelzi, nem szolgál a cikkben szereplő információk forrásmegjelöléseként.